# کروم(II) استات
کروم(II) استات (به انگلیسی: Chromium(II) acetate) با فرمول شیمیایی C8H16Cr2O10 یک ترکیب شیمیایی با شناسه پاب‌کم 120304 است. که جرم مولی آن 376.2 g/mol می‌باشد. شکل ظاهری این ترکیب، آجری-جامد قرمز است.